# Henri d'Orléans (1867-1901)
Pour les articles homonymes, voir Henri d'Orléans.
Signature
Henri Philippe Marie d'Orléans né le 16 octobre 1867 à Morgan House, dans la ville de Ham, en Angleterre et mort le 9 août 1901 à Saïgon, en Cochinchine (dans l'actuel Viêt Nam) est un photographe, peintre, écrivain, explorateur et naturaliste français, membre de la maison d’Orléans.

## Famille
Henri d'Orléans est le second fils de Robert d'Orléans (1840-1910), duc de Chartres, et de son épouse et cousine germaine la princesse Françoise d'Orléans (1844-1925). Par ses deux parents, il est donc l’un des nombreux arrière-petits-enfants du roi des Français Louis-Philippe Ier.
Célibataire et sans enfant, Henri d'Orléans n'a jamais reçu de titre de courtoisie, contrairement à son frère Jean, duc de Guise et prétendant orléaniste au trône de France sous le nom de Jean III.
Opal Whiteley prétendait être sa fille naturelle. Elle s'est fait inhumer sous le nom de « Françoise de Bourbon-Orléans », mais cela a été contesté par beaucoup.

## Biographie

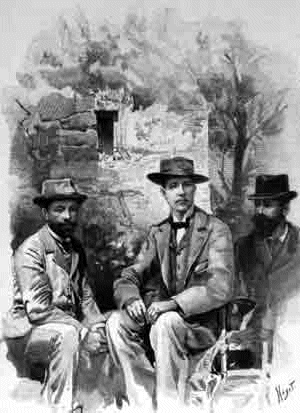
Henri d’Orléans, Émile Roux et Georges Briffaut, aquarelle de Gaston Vuillier d'après une photographie d'Henri d'Orléans.

Jusqu’en 1883, Henri d’Orléans a pour précepteur l’abbé Duteyeul puis il entre au collège Stanislas, à Paris. En 1884, il remporte un prix d’histoire au concours général, puis obtient son baccalauréat l’année suivante. L'aventure et la chasse intéressent très tôt le jeune prince, mais il songe d’abord à une carrière militaire. En 1886, toutefois, la République le fait rayer des listes de Saint-Cyr alors qu’il vient tout juste d’être reçu au concours d’entrée. En effet, la loi d'exil votée cette même année, qui interdit le territoire national aux chefs des familles ayant un jour régné en France, écarte également de l’armée les membres de leur famille.  
De septembre 1887 à mars 1888, accompagné de M. de Boissy, ancien lieutenant de chasseurs, il effectue une expédition de chasse dans les Sunderbans (delta du Gange) puis, avec son cousin Philippe, duc d'Orléans, qu'il retrouve à Calcutta, une autre expédition de chasse au Népal. En mars 1888, il s'embarque pour le Japon.
Entre 1889 et 1890, il accompagne l’explorateur français Gabriel Bonvalot (1853-1933) dans un voyage qui est financé par le duc de Chartres, son père, et dont le but est d'aller de Paris à Hanoï en traversant l’Europe et l’Asie centrale. Ils parcourent la Sibérie méridionale en troïka, puis partent en caravane traversant Semipalatinsk, Djarkent (où ils sont rejoints par le RP Constant de Deken qui parle le chinois), l'Asie centrale, rejoignent les monts Tian-Chan qu'ils longent sur trois cents kilomètres, passent au Turkestan chinois. Henri retrouve également un autre explorateur de sa famille, son cousin le « duc » Philippe d'Orléans, alors stationné dans l'Himalaya, dans la partie nord des Indes britanniques en tant que soldat de l'armée britannique. Henri d'Orléans envoie des spécimens en France : ainsi le papillon Parnassius orleans qu'il découvre et que Charles Oberthür décrit. Bonvalot et Henri d'Orléans se rendent au Changtang, sur le plateau tibétain, et deviennent ainsi les premiers Européens à poser le pied dans cette région du monde. Ils ne peuvent s'approcher que de soixante kilomètres de Lhassa, ville interdite aux non-bouddhistes, puis ils marchent vers le Setchouan en Chine, par une route différente de celle qu'avait prise le Père Huc en 1846. Ils traversent ensuite le Yunnan et enfin descendent le fleuve Rouge, jusqu'à Hanoï qu'ils atteignent fin septembre 1890. Ils prennent ensuite un paquebot des Messageries maritimes à Hải Phòng pour Marseille, via Hong Kong.
De cette aventure, Henri d'Orléans a tiré un ouvrage, publié en 1894, et surtout une série de photographies qui retracent un exploit qui s’étale sur plus de 6 700 kilomètres de distance et qui illustre le récit de Bonvalot. C'est Henri d'Orléans qui prend soin de l'immense herbier recueilli. Ce voyage a également permis à Henri d'Orléans de laisser son nom à plusieurs taxons, dont Meconopsis henrici, ou une variété alors inconnue de tétraogalle, baptisée en son honneur Tetraogallus tibetanus henrici. Les résultats botaniques de la partie de l'expédition effectuée au Tibet et en Chine occidentale sont publiés dans un ouvrage écrit par deux botanistes du Muséum d'histoire naturelle, Édouard Bureau et Adrien Franchet, qui définissent et décrivent nombre de nouvelles espèces grâce aux envois des deux explorateurs. 
En juin 1894, il se rend à Lyon pour visiter l'Exposition universelle. En tant que membre de la maison d'Orléans, il est alors l'objet d'une surveillance de la police locale.
En 1895, il retourne en Asie où il découvre le cours supérieur de l'Irrawaddy, ce qui lui vaut la grande médaille d'or de la Société de géographie. Enfin, avec le comte Léontief en 1897-1898, il parcourt l'Éthiopie et y rencontre le négus Ménélik II.
En 1897, le prince Henri se bat à l'épée contre le prince Victor-Emmanuel de Savoie-Aoste, comte de Turin. Ce dernier demande satisfaction pour des articles contre l'armée italienne en Abyssinie que le prince avait publiés dans Le Figaro. Le duel est remporté par le comte de Turin.
Ses explorations finissent par être fatales au prince, qui meurt le 9 août 1901 d'une attaque de paludisme à Saïgon (Cochinchine) à l’âge de 33 ans. Ses obsèques ont eu lieu le 28 septembre 1901 à Dreux.

## Titulature et décorations

### Titulature de courtoisie
- 15 octobre 1867 — 9 août 1901 : Son Altesse Royale le prince Henri d'Orléans

### Décorations françaises
- Chevalier de la Légion d’honneur (République française, décret du 9 mars 1896, décoré le 19 avril 1896)[9]
- Médaille d'or de la Société de géographie

## Œuvres d'Henri d'Orléans
- Six mois aux Indes. Chasses aux tigres, Calmann-Lévy, 1889.
- [avec Gabriel Bonvalot], De Paris au Tonkin à travers le Tibet inconnu, Hachette, 1892 (ouvrage disponible en ligne dans sa version anglaise). Ouvrage réédité en mars 2008 chez Olizane, dans la collection « Objectif Terre »  (ISBN 2880863635).
- Autour du Tonkin, Calmann-Lévy, 1894. (Ouvrage disponible en ligne)
- A Madagascar, Calmann-Lévy, 1895.
- Du Tonkin aux Indes (janvier 1895-janvier 1896), Calmann-Lévy, 1898.
- Une visite à l'Empereur Ménélick - Notes et impression de route, Librairie Dentu, 1898.
- L'âme du voyageur, Calmann-Lévy, 1902. [Ouvrage posthume regroupant articles et conférences]
- [avec Gabriel Bonvalot et alii], Fous du Tibet, six découvreurs du Toit du Monde, Les Riaux, 2007.  (ISBN 9782849010587)

### Iconographie
- Dornac, Portrait de l'explorateur et prince Henri d'Orléans (1867-1901), entre 1885 et 1895, photographie, Paris, musée Carnavalet (notice en ligne).